# Sean Doolittle
Sean Robert Doolittle (Rapid City, 26 settembre 1986) è un giocatore di baseball statunitense, lanciatore di rilievo per i Washington Nationals della Major League Baseball.

## Carriera

### Inizi e Minor League (MiLB)

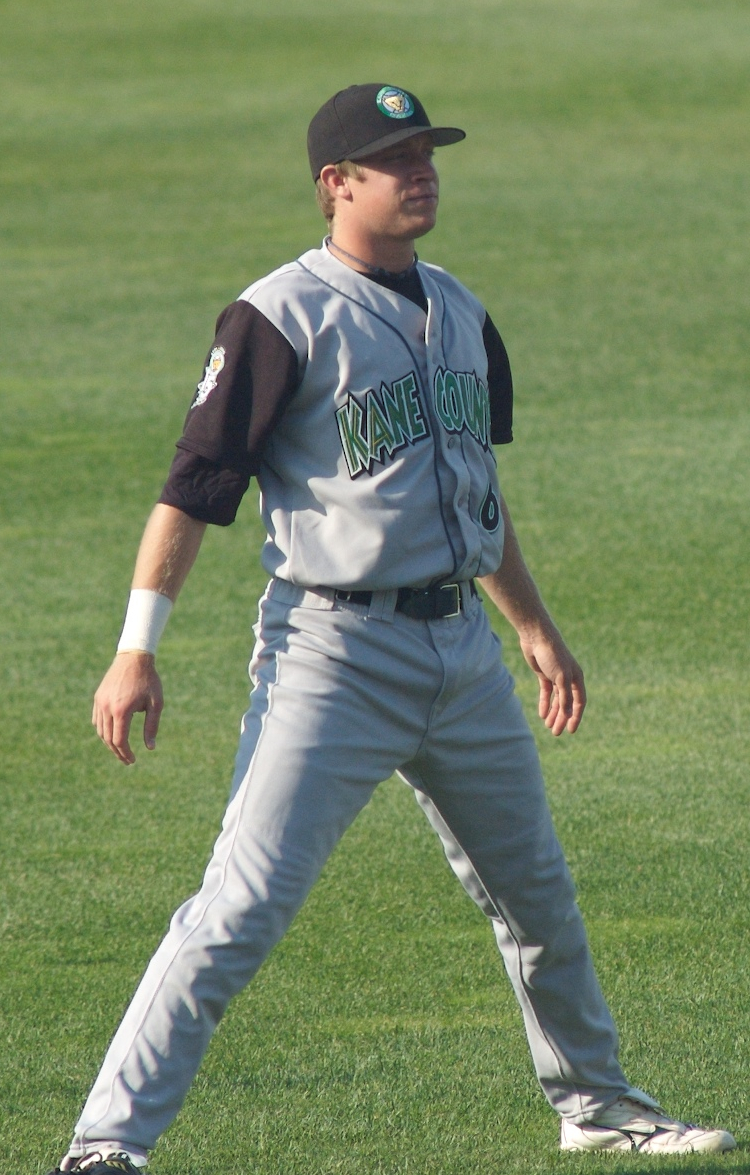
Doolittle con i Kane County Cougars della classe A nel 2007

Nato a Rapid City nel Sud Dakota, Doolittle crebbe a Tabernacle Township, cittadina nella contea di Burlington, New Jersey e frequentò la Shawnee High School di Medford, nella stessa contea. Terminati gli studi superiori venne selezionato la prima volta, nel 39 turno del draft MLB 2004 dai Atlanta Braves. Scelse di non firmare e si iscrisse all'Università della Virginia di Charlottesville, Virginia.
Da lì venne selezionato nel primo turno, come 41ª scelta assoluta del draft MLB 2007 dagli Oakland Athletics, giocando durante la stagione nella classe A e nella classe A-breve nel ruolo di prima base. Nel 2008 giocò nella Doppia-A e nella classe A-avanzata, come prima base ed esterno. Nel 2009 militò nella Tripla-A, giocando soprattutto come esterno. Terminò la stagione in anticipo per problemi alle ginocchia.
Doolitle passò l'intera stagione 2010 in riabilitazione, dopo essersi sottoposto a due operazioni chirurgiche al ginocchio.
Tornò a giocare nella stagione 2011, nel ruolo di lanciatore, giocando un'unica partita nella classe Rookie.

### Major League (MLB)

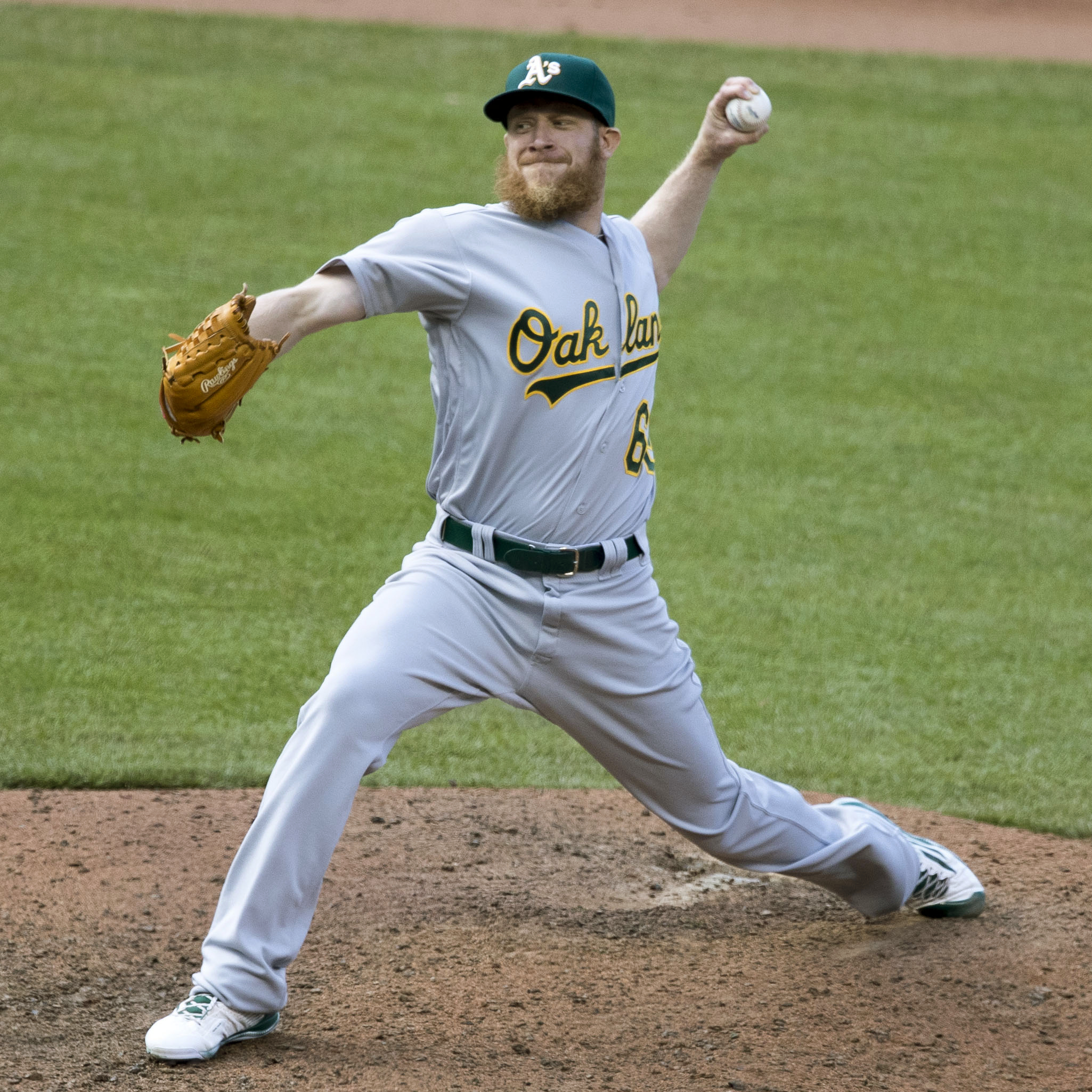
Doolittle con gli Athletics nel 2016

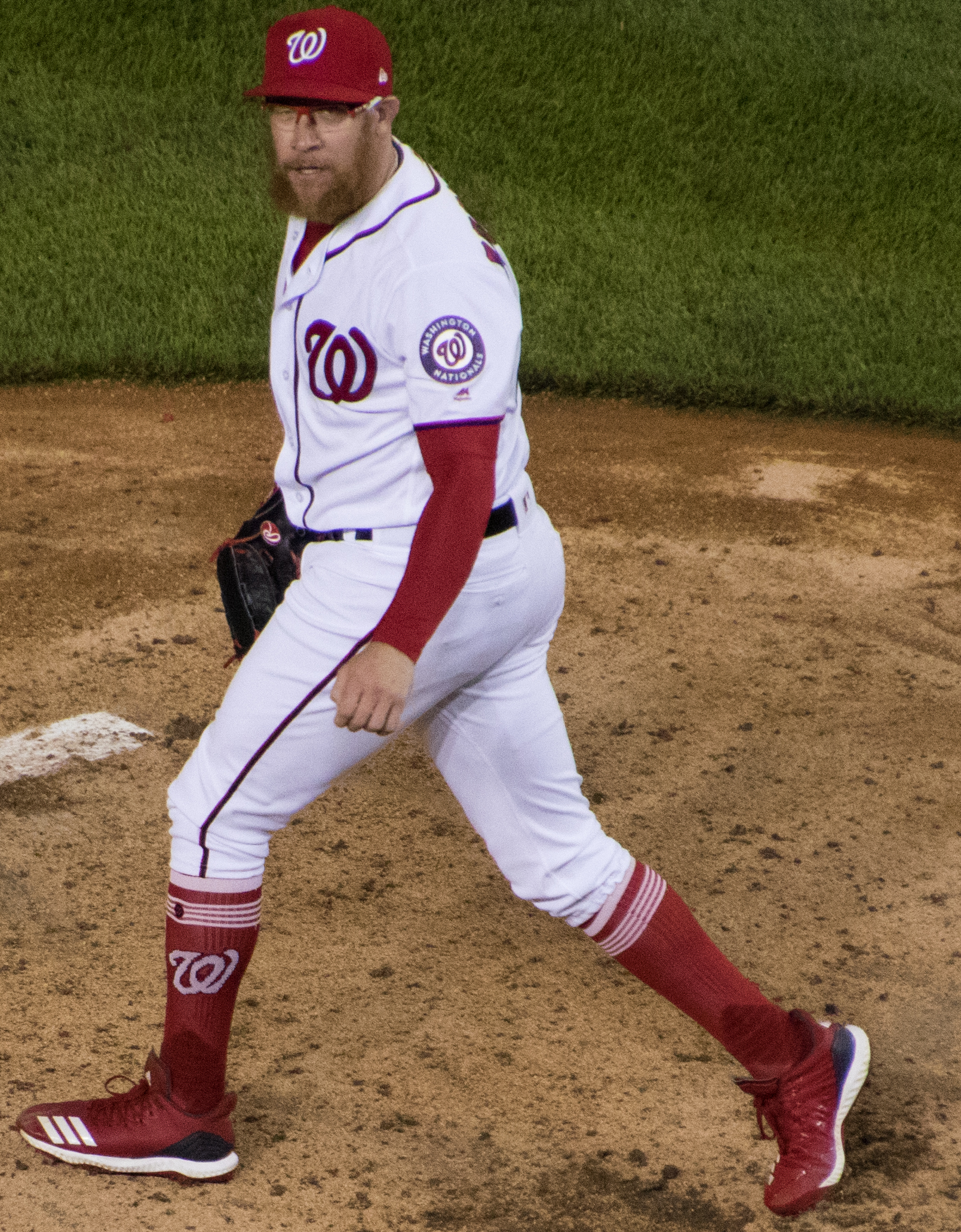
Doolittle sul monte di lancio nel 2019

Doolittle debuttò nella MLB il 5 giugno 2012, al Coliseum di Oakland contro i Texas Rangers. Ottenne la sua prima salvezza il 21 luglio contro gli Yankees. Concluse la stagione con all'attivo 44 partite disputate nella MLB e 16 nella Minor League (8 nella Doppia-A, 6 nella classe A-avanzata e 2 nella Tripla-A).
Il 18 aprile 2014, Doolittle firmò un contratto quinquennale dal valore complessivo di 10.5 milioni di dollari con gli Athletics. Il 20 maggio dello stesso anno, divenne il lanciatore di chiusura della squadra. In luglio venne convocato per il suo primo All-Star Game, ma non scese in campo durante la competizione.
Nel 2015, Doolittle incominciò la stagione in ritardo a causa di un infortunio alla spalla.
Il 16 luglio 2017, gli Athletics scambiarono Doolittle assieme a Ryan Madson, con i Washington Nationals, per Blake Treinen, Sheldon Neuse e Jesus Luzardo.
Nel settembre 2017 venne nominato rilievo del mese della National League.
Nel 2018, Doolittle venne convocato per la seconda volta per l'All-Star Game, partecipandovi per la prima volta.
Nel 2019 con i Nationals, Doolittle ottenne una salvezza nella gara 1 delle World Series 2019. Al termine della competizione il giocatore e la franchigia, divennero campioni per la prima volta. Divenne free agent dopo la conclusione della stagione 2020.
L'8 febbraio 2021, Doolittle firmò un contratto annuale del valore di 1.5 milioni di dollari con i Cincinnati Reds. Venne designato per la riassegnazione il 24 agosto dello stesso anno.
Il 26 agosto 2021, i Seattle Mariners prelevarono Doolittle dalla lista trasferimenti dei Reds. Divenne free agent a fine stagione.
Il 16 marzo 2022, Doolittle firmò un contratto annuale con i Washington Nationals.

## Palmarès

### Club
- World Series: 1

Washington Nationals: 2019

### Individuale
- MLB All-Star: 2

2014, 2018
- Rilievo del mese della NL:

settembre 2017